# 统一党 (中国)
统一党是中华民国初年成立的政党。先是1912年1月3日，原光复会脱离同盟会，组成中华民国联合会，后与张謇等人组成的预备立宪会合併，成立统一党，张謇、章炳麟、程德全、熊希龄等为理事。政纲凡十一条：
- 团结全国领土，厘正行政区域
- 完成责任內阁制度
- 融和民族，齐一文化
- 重民生，采用社会政策
- 整理财政，平均人民负担
- 整顿金融机关，发达国民经济
- 整理海陆军备，提倡征兵制度
- 普及义务教育，振兴专门学术
- 速设铁路綫，谋便全国交通
- 励行移民开垦事业
- 维持国际平和，保全国家权利

因以反对同盟会为宗旨，所以極力拥护袁世凯。

## 历史
1912年5月该党与其他五团体合并，更名为共和党。不久，章炳麟等人退出共和党。1913年5月又与共和党、民主党合并，组成进步党，成为国会仅次于国民党的第二大党。

## 來源參考
1. ↑  謝彬. .  三版. 上海: 學術研究會叢書部. 1926-03-30  [2023-02-13]. （原始内容存档于2023-02-12）.
2. ↑  . 國民新報 (武漢). 1912-05-21. ……章太炎對於此事，恥爲孟森等所賣，遂決計不合併，昨發傳單通知本黨黨員，定期今日開會，略云：『炳麟決計不合併於共和黨，當於會場當衆宣告此意，各黨員如皆贊成固善，如有願合併者，可將本黨之證書繳還，重投共和黨，總之炳麟決不承認南方代表之行爲，無論贊成者少數，或竟無人贊成，我一人亦必支持此統一黨』云云……